# ترمه (شهر)
ترمه (به ترکی استانبولی: Terme) شهری است در کشور ترکیه که در استان سامسون واقع شده‌است. جمعیت این شهر بر اساس سرشماری سال ۲۰۰۸ میلادی ۲۹٬۶۹۳ نفر و بر اساس برآوردهای سال ۲۰۰۹ میلادی ۳۰٬۹۷۵ نفر می‌باشد.